# Tulunan, Cotabato

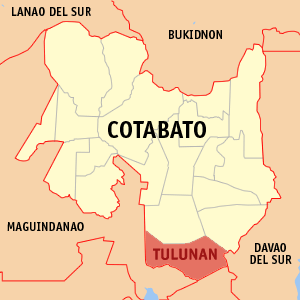
Bản đồ của Cotabato với vị trí của Tulunan

Tulunan là một đô thị hạng 3 ở tỉnh Cotabato, Philippines. Theo điều tra dân số năm 2000, đô thị này có dân số 41.756 người trong 8.182 hộ.

## Các đơn vị hành chính
Tulunan được chia thành 29 barangay.
| - Bagumbayan - Banayal - Batang - Bituan - Bual - Daig - Damawato - Dungos - Kanibong - La Esperanza - Lampagang - Bunawan - Magbok - Maybula - Minapan | - New Caridad - New Culasi - New Panay - Paraiso - Poblacion - Popoyon - Sibsib - Tambac - Tuburan - F. Cajelo - Bacong - Galidan - Genoveva Baynosa - Nabundasan |